# Аргирос, Константинос
Константинос Аргирос (греч. Κωνσταντίνος Αργυρός, 21 мая 1986, Афины) — греческий певец.

## Жизнеописание
Константинос Аргирос родился 21 мая 1986 года в Афинах, отец Василис — профессор физики, мать Фотини — врач. Константинос — один из троих детей в семье, у него есть брат и сестра. Это первая тройня, которая родилась в Греции с помощью экстракорпорального оплодотворения. В возрасте пяти лет он начал свои первые музыкальные шаги: учился играть на фортепиано, гитаре и других музыкальных инструментах. В подростковом возрасте вместе с друзьями он создал ансамбль «Blues Brothers», в котором Константинос пел и играл на рояле.
После окончания средней школы принимает участие в шоу Fame Story 3 телеканала ANT1, что послужило началом его профессиональной певческой карьеры. Вскоре он выступает в клубе «FIX» в Салониках, а затем идут концерты в Греции и за рубежом. Зимой 2005 года Аргирос выступает в одной программе с Анной Висси в клубе «Βotaniko» в Афинах. Зимой 2006—2007 года поет на одной сцене вместе с Никосом Куркулисом и Келли Келекиду. Зимой 2007 года выступает в Салониках в «Ρόδον» вместе с Йоргосом Янниасом.
В июне 2008 года выпустил свой первый альбом «Όλα θα αλλάξουν» под лицензией Sony BMG. С 23 апреля 2009 года по май 2010 года выступал с Никосом Вертисом в «Κέντρο Αθηνών». В начале мая 2010 года выпустил свою новую песню «Ερωτευμένος και τρελός» под лицензией Universal Music. Летом 2010 года Константинос Аргирос сотрудничает в Romeo с Паносом Калидисом и Христиной Колетсой. В начале октября 2010 года выпустил новую песню «Είσαι οτι να ναι». С октября 2010 года до апреля 2011 выступает с Яннисом Плутархосом и Амариллис в COSMOStage и с 20 мая 2011 года — в клубе Politia Live Clubbing в Салониках.
С октября по апрель 2011—2012 года Константинос выступает с Паносом Калидисом и Стеллой Калли в VOX. Зимой 2012—2013 гг. Аргирос выступает с Нино и Анджелой Димитриу в REX в Афинах. Очень успешная программа была завершена в середине января, раньше запланированного срока, из-за эксплуатационных и технических проблем, которые были связаны с реконструкцией фасада и входа в историческое здание, в котором размещается REX.
В октябре 2012 года, в преддверии выхода нового альбома, Universal Music выпускает сингл певца «Ποτέ ξανά» (музыка Йоргоса Феофануса, текст — Натальи Герману). Альбом «Παιδί Γενναίο» вышел в ноябре 2012 года. 27 ноября 2012 года состоялась официальная презентация альбома. Все песни альбома «Παιδί γενναίο» были написаны композитором Георгиосом Феофанусом.

## Дискография

### Студийные альбомы
- 2008 — Όλα Θα Αλλάξουν
- 2011 — Μάλλον Κάτι Ξέρω
- 2012 — Παιδί Γενναίο
- 2014 — Δεύτερη Φορά
- 2016 — Όσα Νιώθω
- 2018 — Το Κάτι Παραπάνω

### Сборники и компиляции
- 2014 — The Hits Collection
- 2016 — The Hits Collection (+ 3 Νέα Τραγούδια)
- 2017 — Φίλησέ Με - 16 Τραγούδια για τον έρωτα
- 2022 — 22 (The Album)

### Концертные альбомы
- 2020 — Live Concert

### Дуэты
- 2018 — «Έρωτας» (при уч. Наташой Феодориду)
- 2021 — «Φωτιά Με Φωτιά» (совместно с Rack)

### Синглы
- 2013 — Να Της Πεις
- 2013 — Μικρός Χριστός
- 2015 — Το Συμπέρασμα
- 2015 — Tο Ταξίδι Ξεκινάει
- 2015 — Κι Ας Πονάω
- 2017 — Ψέματα
- 2017 — Ξημερώματα
- 2020 — Αθήνα Μου
- 2020 — Θα ‘Μαι Εδώ
- 2020 — Μιλώ Για Σένα
- 2021 — Μόλις Χθες
- 2021 — Παρασκευή Πρωί
- 2022 — Τίποτα Εσύ
- 2022 — Ελεύθερος